# Nicolas Tournier
Pour les articles homonymes, voir Tournier.
Nicolas Tournier, baptisé le 12 juillet 1590 à Montbéliard , et mort en 1639 à Toulouse, est un peintre baroque.

## Biographie
Nicolas Tournier  est né en 1590 à Montbéliard (principauté de Montbéliard, dans le Saint-Empire romain germanique jusqu'en 1793). Il est un petit-fils de Claude Tournier, Huguenot bisontin venu se réfugier à Montbéliard en 1525 et le fils de André Tournier et de Jeannette Noblot .
Il suit le métier de son père « peintre protestant de Besançon », mais on sait peu de sa vie jusqu'à ce qu'il soit déclaré "absent du pays" le 21 mars 1618. Il serait parti en Suisse ou Allemagne en 1604 (ou 1610), et ce jusqu'à la mort de son père.
À Rome, où il serait arrivé en 1617, il habite près de Simon Vouet, et il apparaît dans le recensement annuel catholique de 1619 ("stati delle anime", le curé vérifiant qui avait communié, entre autres). Actif à Rome de 1619 à 1626. Il appartient au groupe des caravagesques français. Ces peintres, dont font aussi partie Valentin de Boulogne qui l'a particulièrement influencé, Nicolas Régnier, et Georges de La Tour, ont été redécouverts lors de l'exposition Les Peintres de la réalité tenue en 1934 au musée de l'Orangerie. Les peintures romaines de Tournier  - des sujets profanes et religieux - sont stylistiquement proches des travaux de Bartolomeo Manfredi.
En 1626, il quitte Rome pour Narbonne où il obtient un premier contrat (Tobie et l'Ange de la cathédrale de Narbonne). Pendant cette seconde période de sa carrière, il se déplace aussi à Carcassonne et à Toulouse. Dans cette dernière ville, il  peint  en 1628 une Crucifixion avec Saint François de Paule (Paris, Louvre) pour l'église des Minimes et un Christ descendu de la Croix pour la cathédrale Saint-Étienne.
Le 31 décembre 1638, le peintre, malade, fait son testament dans la maison de Pierre Affre où il loge. Il décède quelques jours plus tard. Son testament laisse supposer qu'il avait acquis le statut de "régnicole", c'est-à-dire de sujet du roi de France.

## Style
Son style pictural, bien qu’il suive pour l’essentiel le goût imposé chez les caravagesques, caractérisé par des lumières contrastées, des thèmes profanes et un ton général démystifiant, est toujours nuancé par un plus grand raffinement et une plus grande élégance dans les postures. Il reste fidèle à des racines maniéristes, et semble moins attiré que ses confrères caravagesques par des sujets populaires .
Ses tableaux ont un rendu minutieux (tissus, bijoux, coiffures, vêtements), avec une sélection soignée et harmonieuse de la gamme chromatique. De même, les types humains tendent à l’idéalisation et sont distribués dans l’espace suivant des motifs géométriques. Toutes ces caractéristiques éloignent en partie son art des postulats caravagesques et le rapprochent de l’autre grande école picturale italienne du baroque : le classicisme bolonais.

## Œuvres
Toulouse
- Le Christ descendu de la Croix, 238 × 183 cm, huile sur toile, musée des Augustins.
- Le Christ porté au tombeau, 314 × 166 cm, huile sur toile, musée des Augustins.
- Le Portement de Croix, vers 1632.Ce tableau était à l'origine accroché dans la chapelle de la Compagnie des Pénitents Noirs de Toulouse. Pendant la Révolution, il fut confisqué par l'État et transféré au musée des Augustins de Toulouse, d'où il fut volé vers 1818. Après avoir été perdu pendant près de deux siècles, il réapparut en 2009 lors d'une vente immobilière à Florence ; Lorsque la Weiss Gallery de Londres l'a exposé lors d'une vente aux enchères à Paris en 2011, le gouvernement français l'a déclaré comme bien volé et l'a interdit de sortie du territoire. Voir « France bars UK gallery from leaving with 'stolen' art », BBC,‎ 7 novembre 2011 (lire en ligne, consulté le 8 novembre 2011).
- Les Fruits de l'été vers 1630 huile sur toile, Fondation Bemberg.
- Les Fruits de l'automne vers 1630 huile sur toile, Fondation Bemberg.
- La Bataille des roches rouges, vers 1638, 260 × 550 cm, huile sur toile, musée des Augustins.D. Rykner, Un fragment de Nicolas Tournier pour la Bataille des Roches Rouges acquis par Toulouse, La tribune de l'art (2 septembre 2020).
- Le Christ portant la Croix, vers 1632, 220 × 121 cm, musée des Augustins.
- Saint Pierre, 103 × 73 cm, huile sur toile, musée des Augustins
- Saint Paul, 96 × 71 cm, huile sur toile, musée des Augustins
- Un soldat, 96 × 71 × cm, huile sur toile, musée des Augustins
- Vierge à l'enfant, 117 × 106 cm, huile sur toile, musée des Augustins
- Le Joueur de luth, 91 x 68 cm, huile sur toile, musée des Augustins

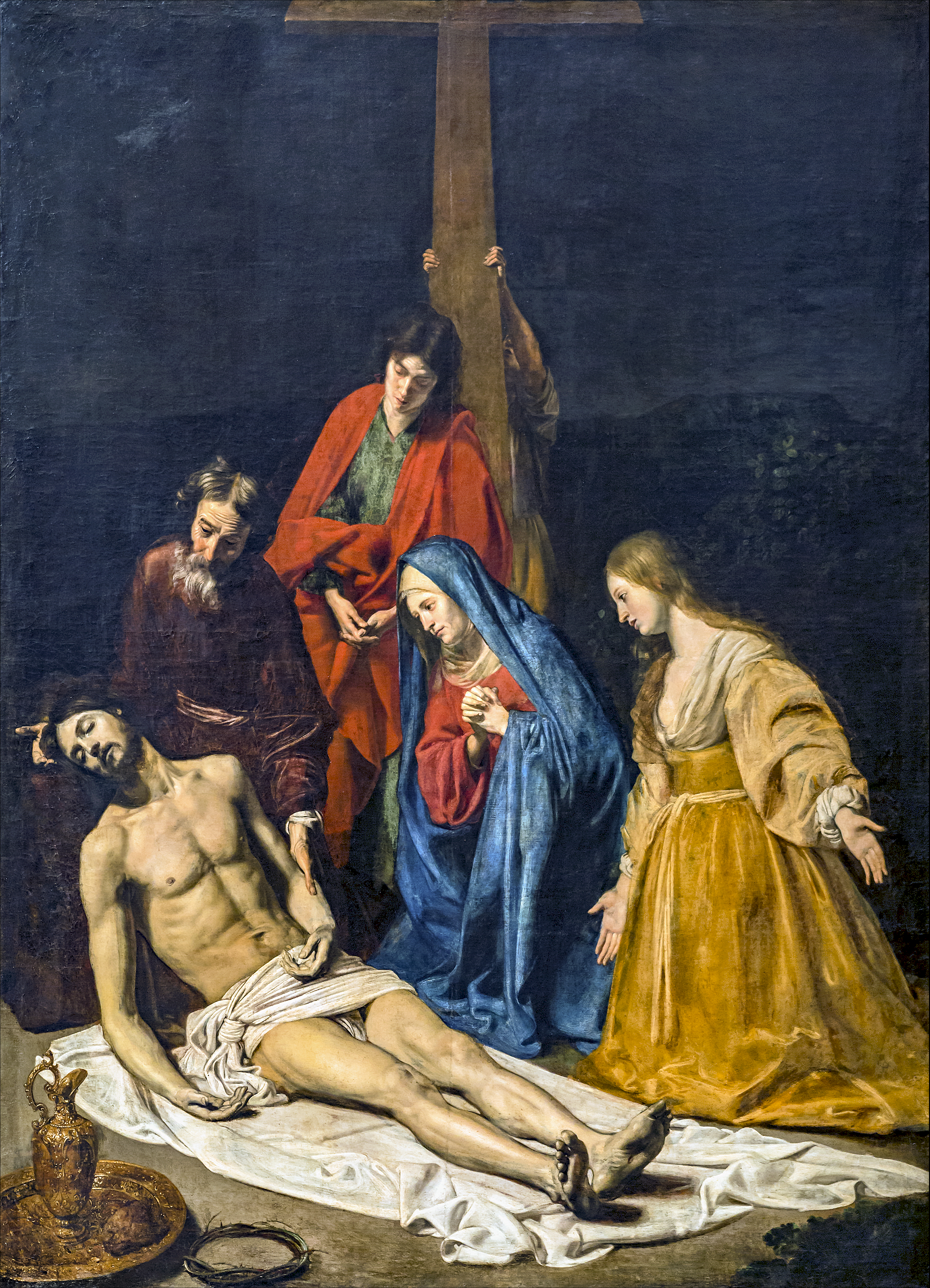
Le Christ descendu de la Croix.
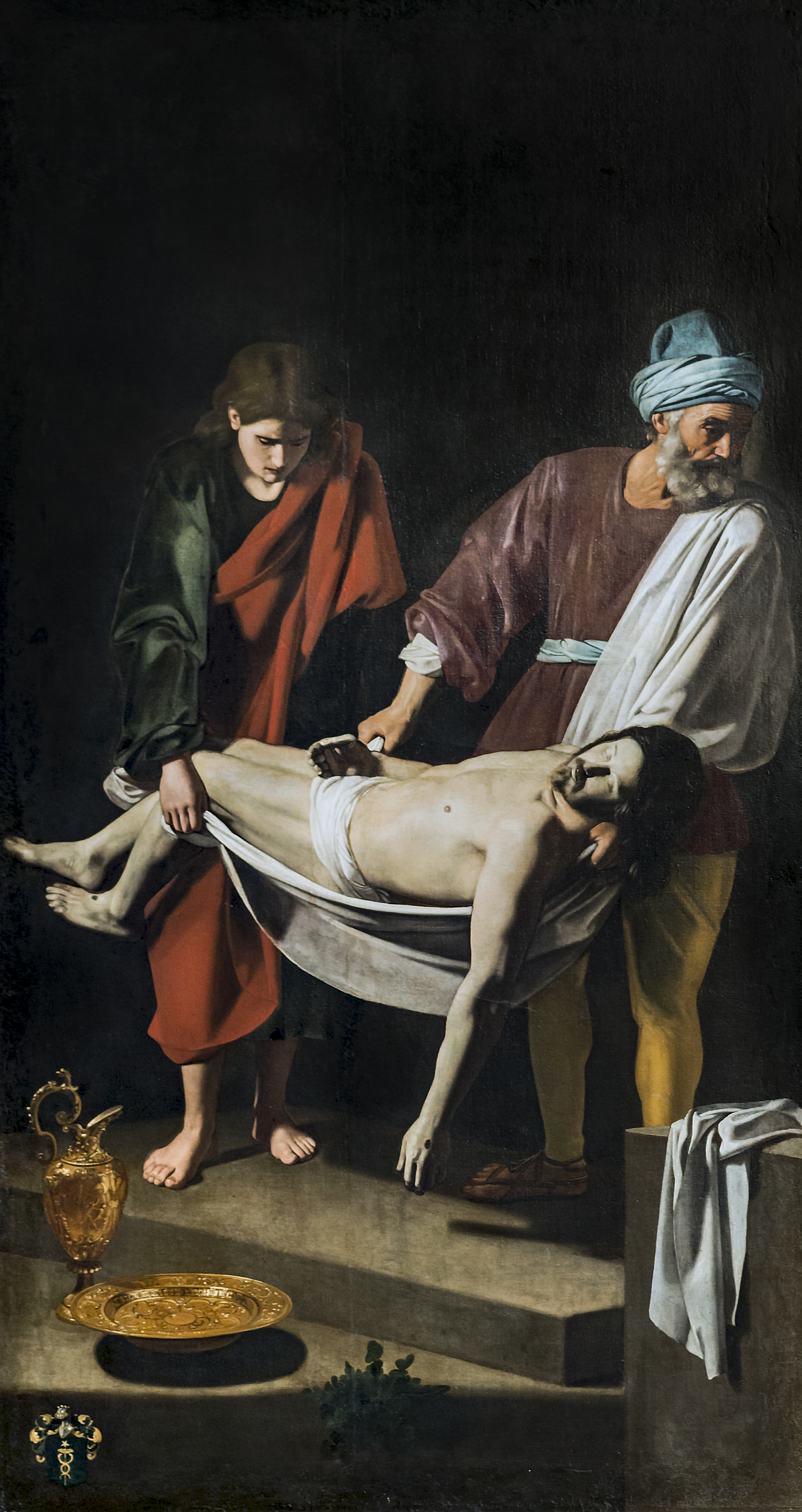
Le Christ porté au tombeau.
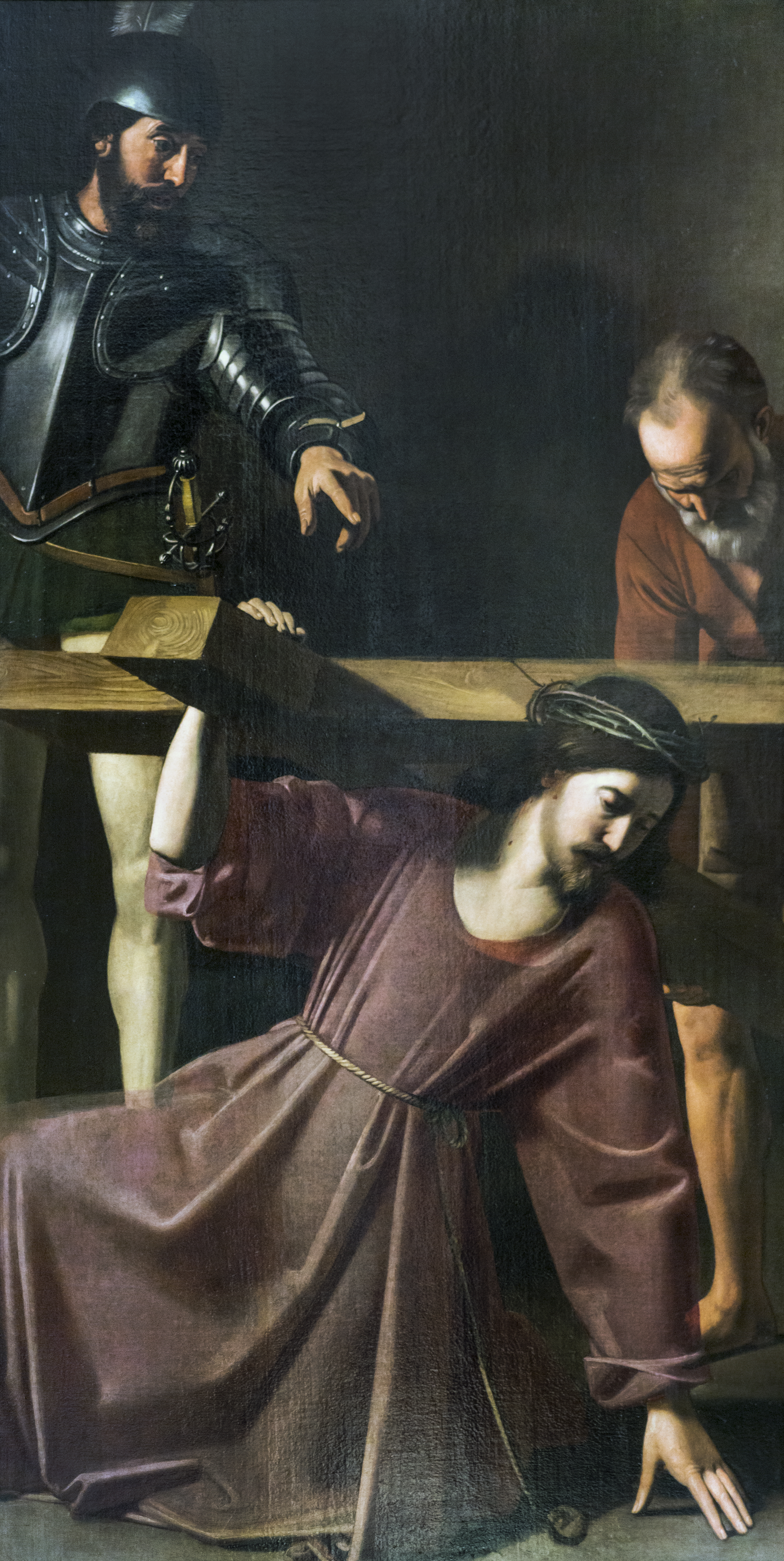
Le portement de la croix.
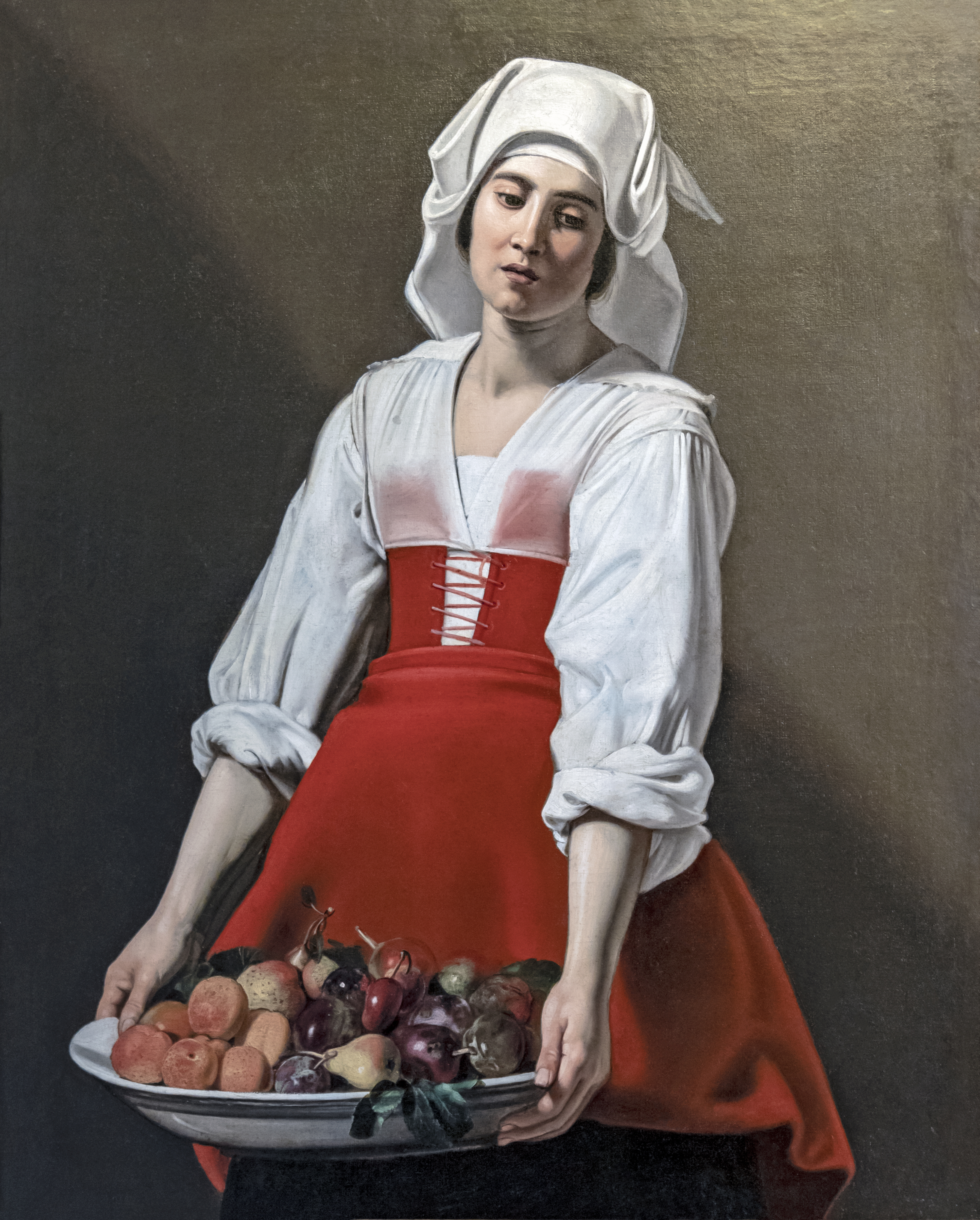
Les Fruits de l'été, Fondation Bemberg.
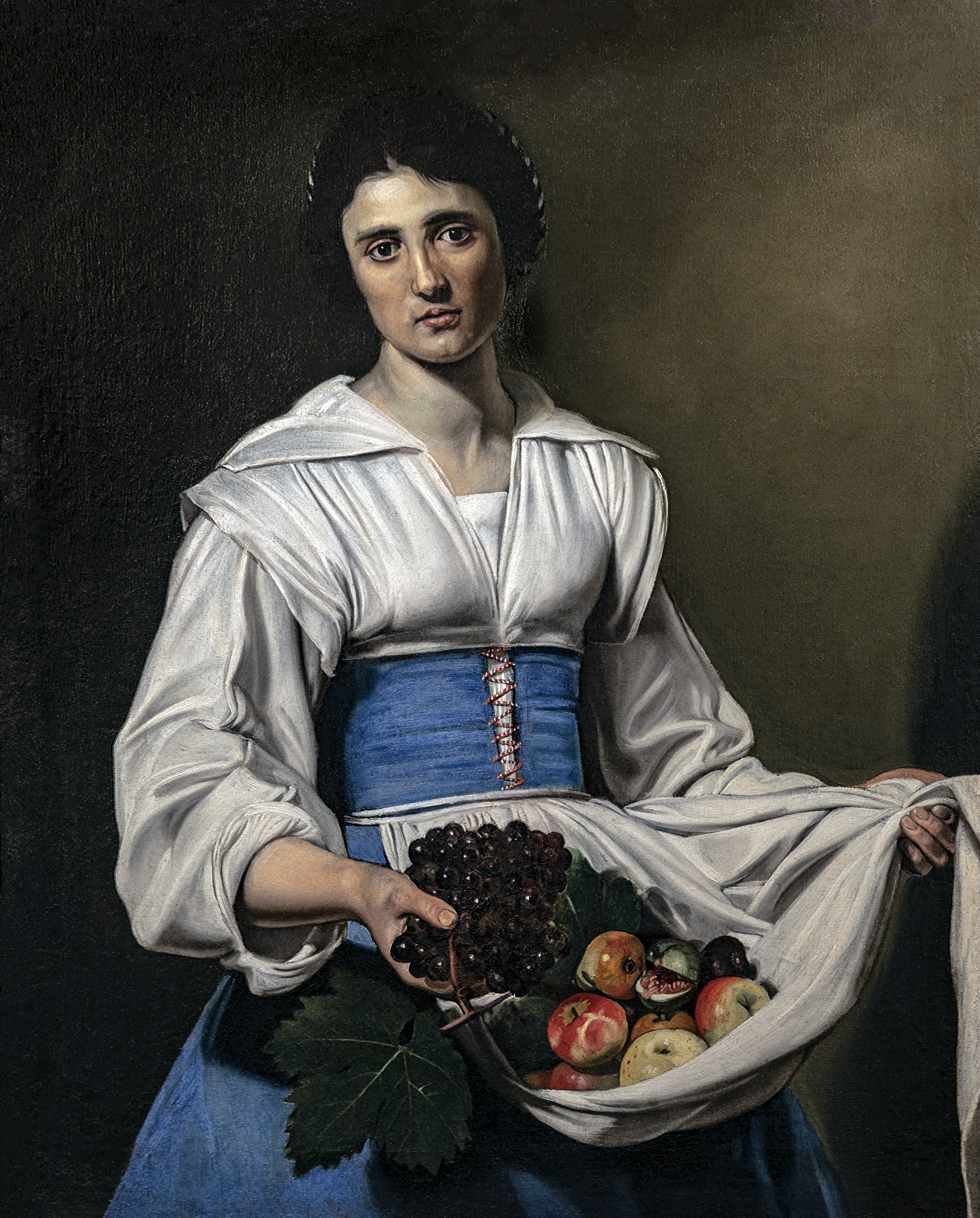
Les Fruits de l'automne, Fondation Bemberg.
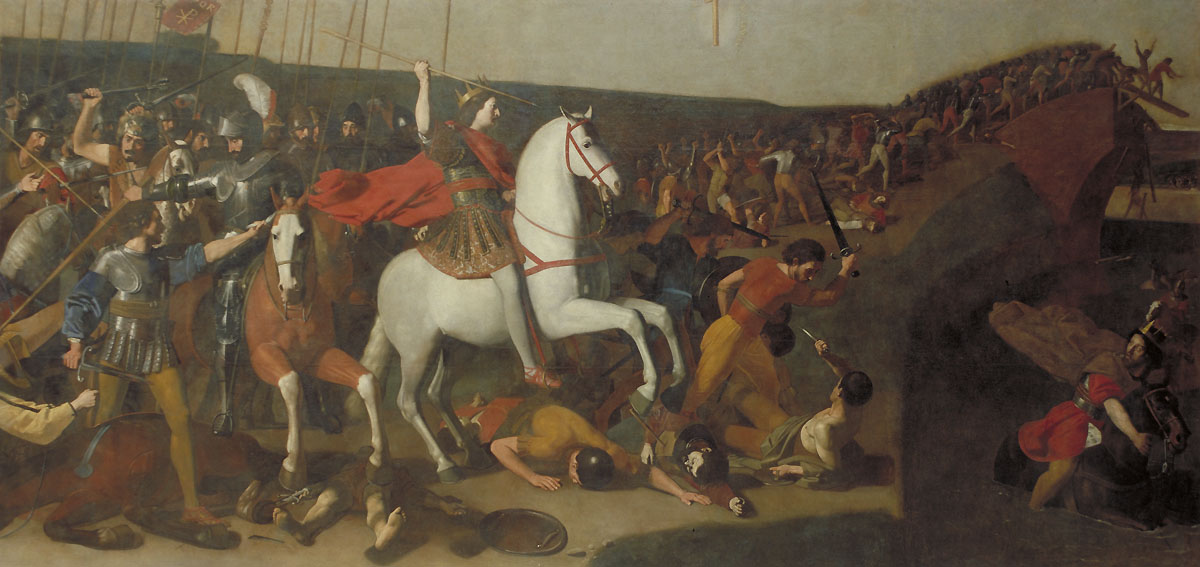
La Bataille des roches rouges.
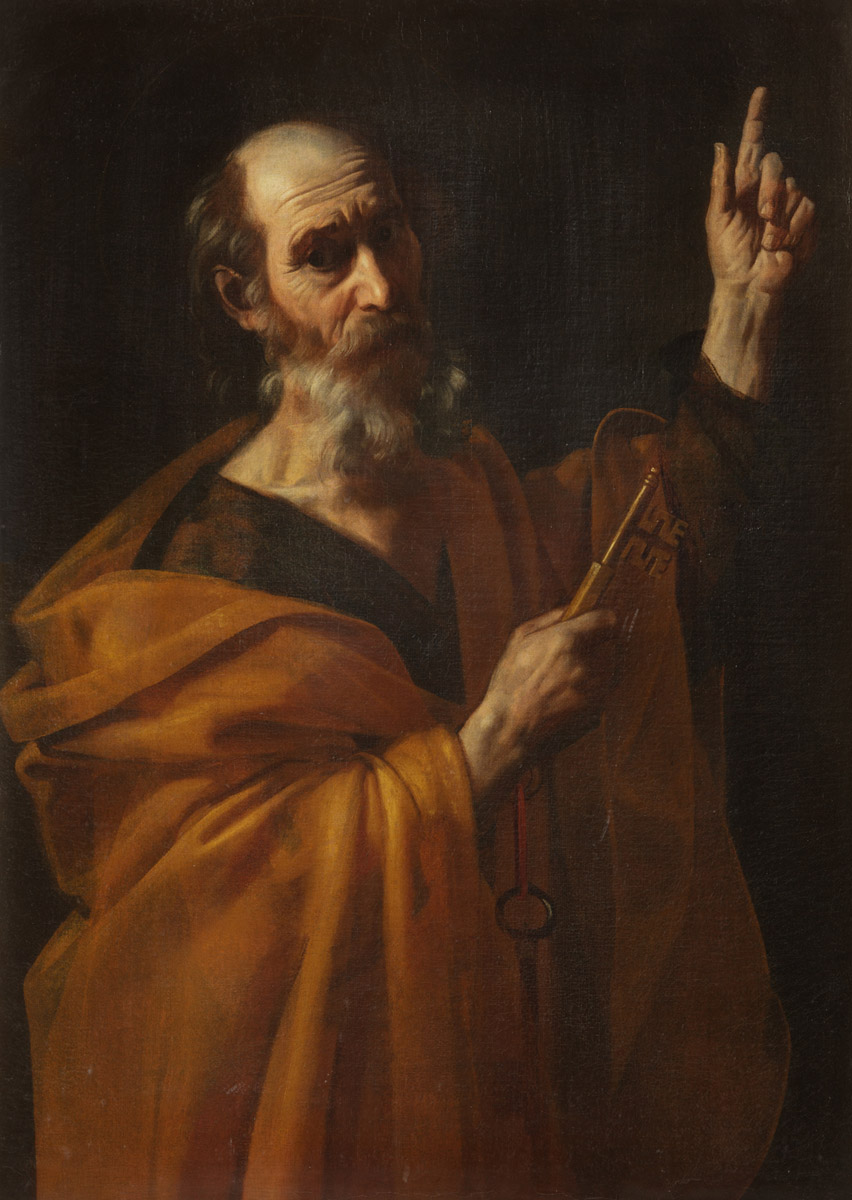
Saint Pierre.

France  hors Toulouse
- Ajaccio
  - Tête d'apôtre, huile sur toile, 72 × 61 cm, musée Fesch.
- Le Mans
  - Réunion de buveurs, huile sur toile, 129 × 192 cm, musée de Tessé.
- Narbonne
  - Portrait de Mgr Louis de Vervins - musée des Beaux-Arts de Narbonne
  - Tobie et l'ange - cathédrale Saint-Just de Narbonne Notice no PM11000400, sur la plateforme ouverte du patrimoine, base Palissy, ministère français de la Culture.
  - Le Christ en croix entre la Vierge, saint Jean et un religieux ou Crucifixion, huile sur toile, 320 x 238, vers 1632-1634, basilique Saint-Paul[8],[9],[10].
  - La vision de saint Dominique, huile sur toile, vers 1628, basilique Saint-Paul. [10],[11],[12]
- Paris
- Le Concert, 1630-1635, huile sur toile, musée du Louvre.
- Le Christ en Croix, la Vierge, la Madeleine, saint Jean et saint François de Paule, 1628, huile sur toile, 422 × 292 cm, musée du Louvre. Peint pour l’église de l’ordre des Minimes de Toulouse, Christ, Louvre (atlas).

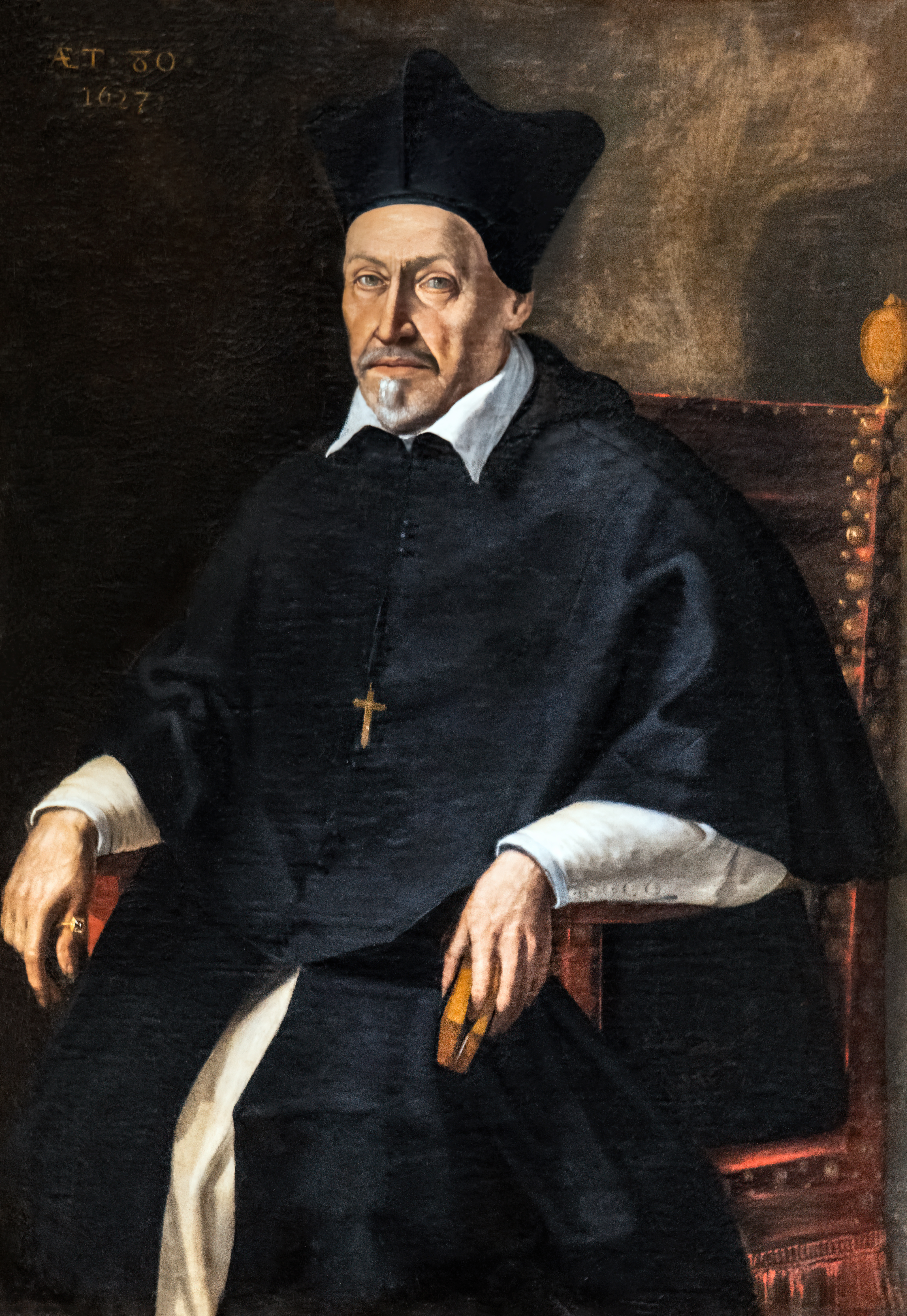
Portrait de Mgr Louis de Vervins, musée des Beaux-Arts de Narbonne.
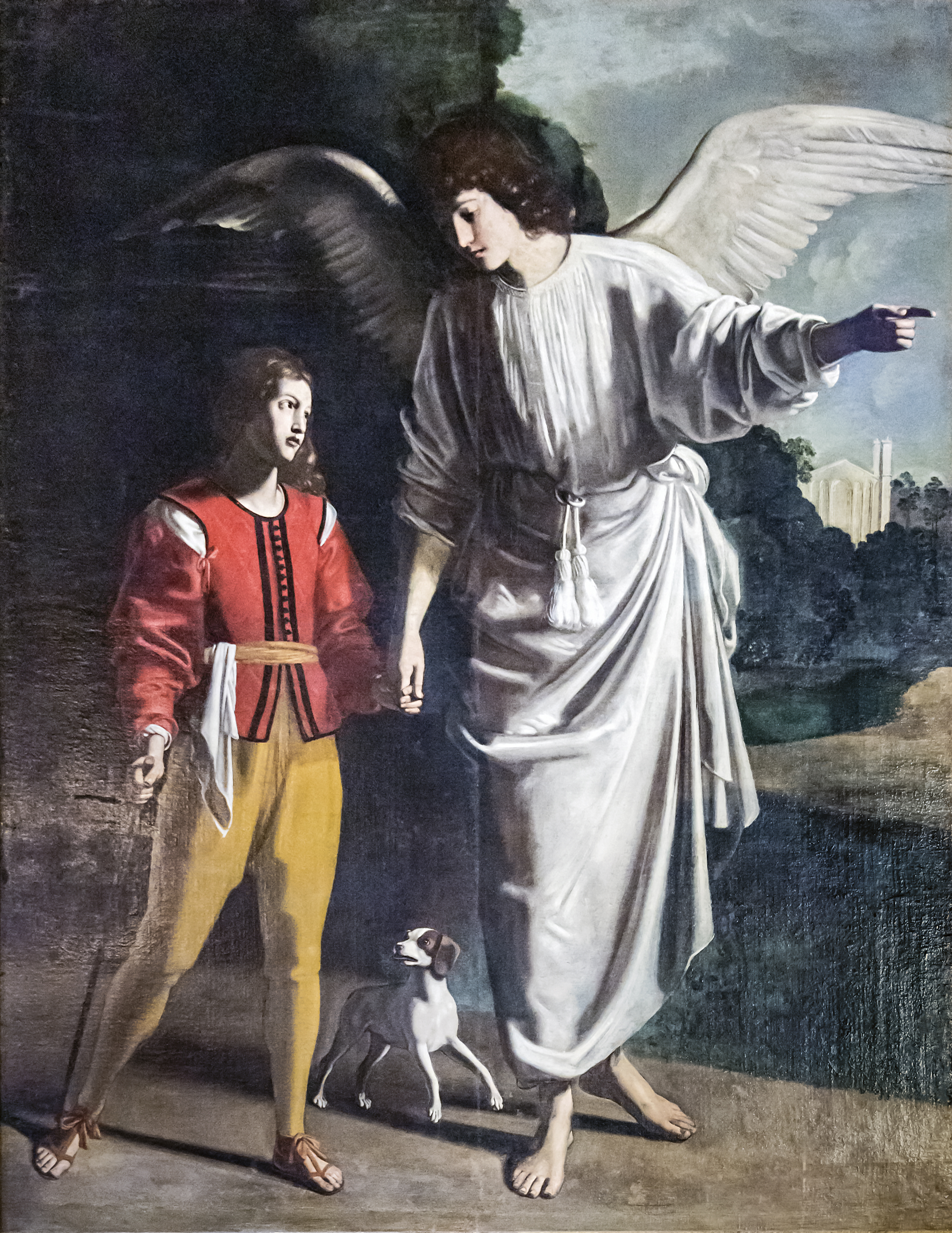
Tobie et l'ange, cathédrale Saint-Just de Narbonne.
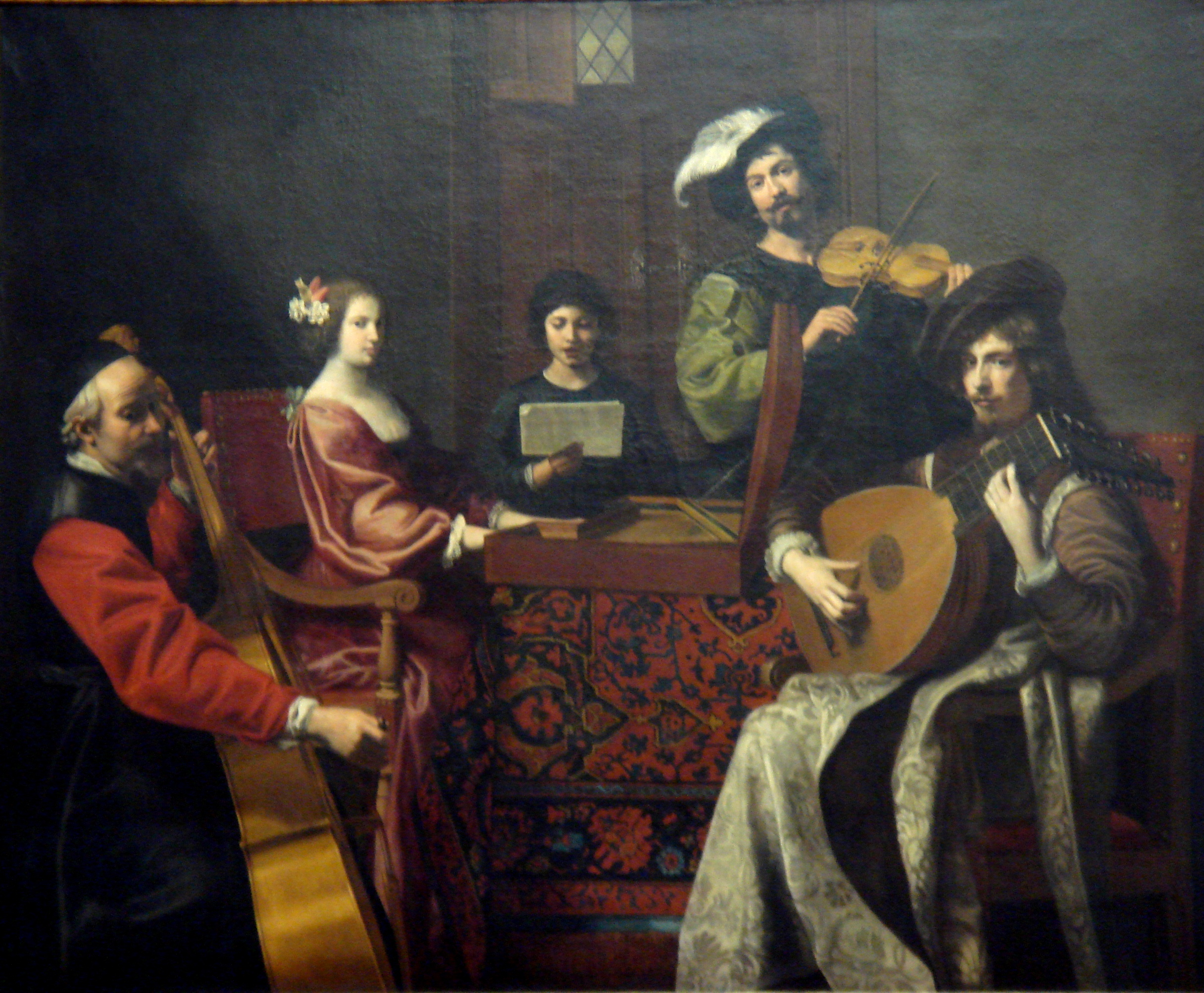
Le Concert, Louvre.
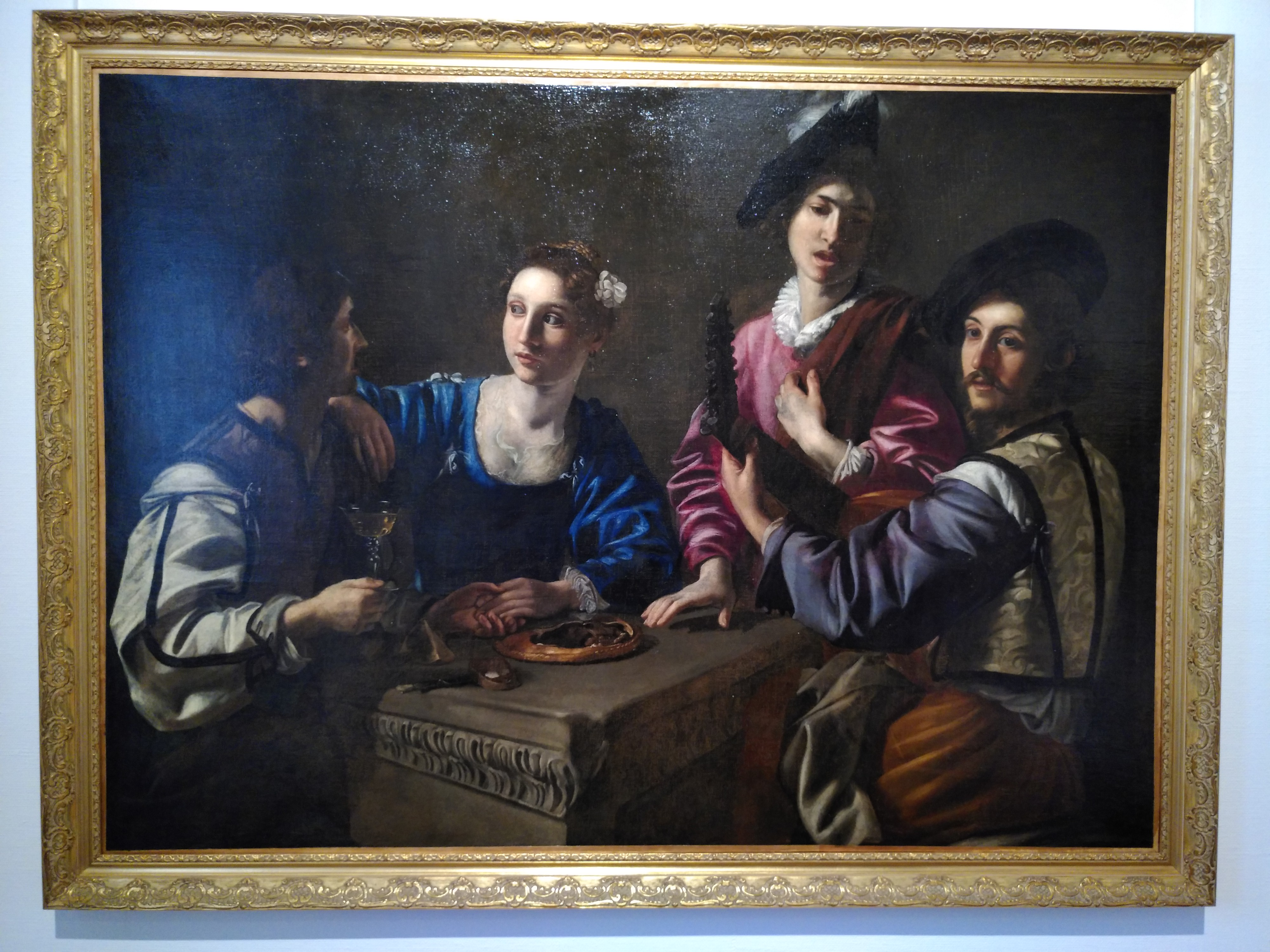
Un concert, musée du Berry.

Hors France
- Compagnie à table, 1er quart du XVIIe siècle, 125,5 × 170,5, huile sur toile, musée des beaux-arts de Budapest, Budapest.
- Rome. Palazzo Corsini - Gallerie Nazionali di Arte antica, Camera verde : "Sinite parvulos" ("Laissez venir - à moi - les petits enfants"), Huile sur toile, 169 × 125 cm, Non daté, Inventaire 406.
- Rome. Palazzo Spada , Salle IV : "San Giovanni Evagelista" ("Saint Jean l'Évangéliste"), vers 1620-26. Huile sur toile. Inventaire 162.
- Rome. Musei Capitolini – Palazzo dei Conservatori – Pinacoteca. San Giovanni evangelista - Saint Jean l’Évangéliste , vers 1624. Huile sur toile, cm. 134 x 95. Inv. PC 218.

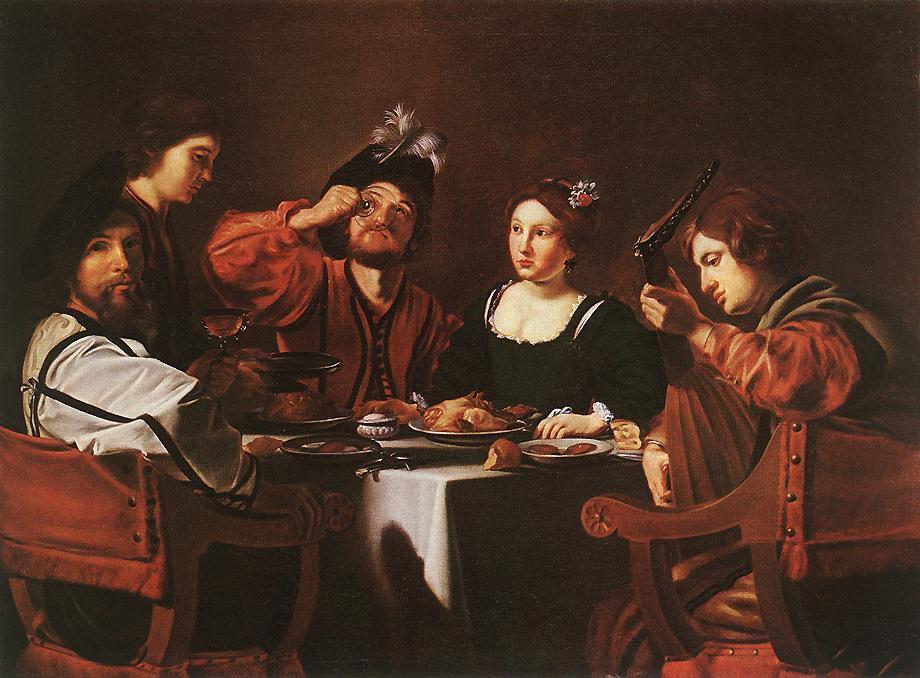
Compagnie à table (Budapest).
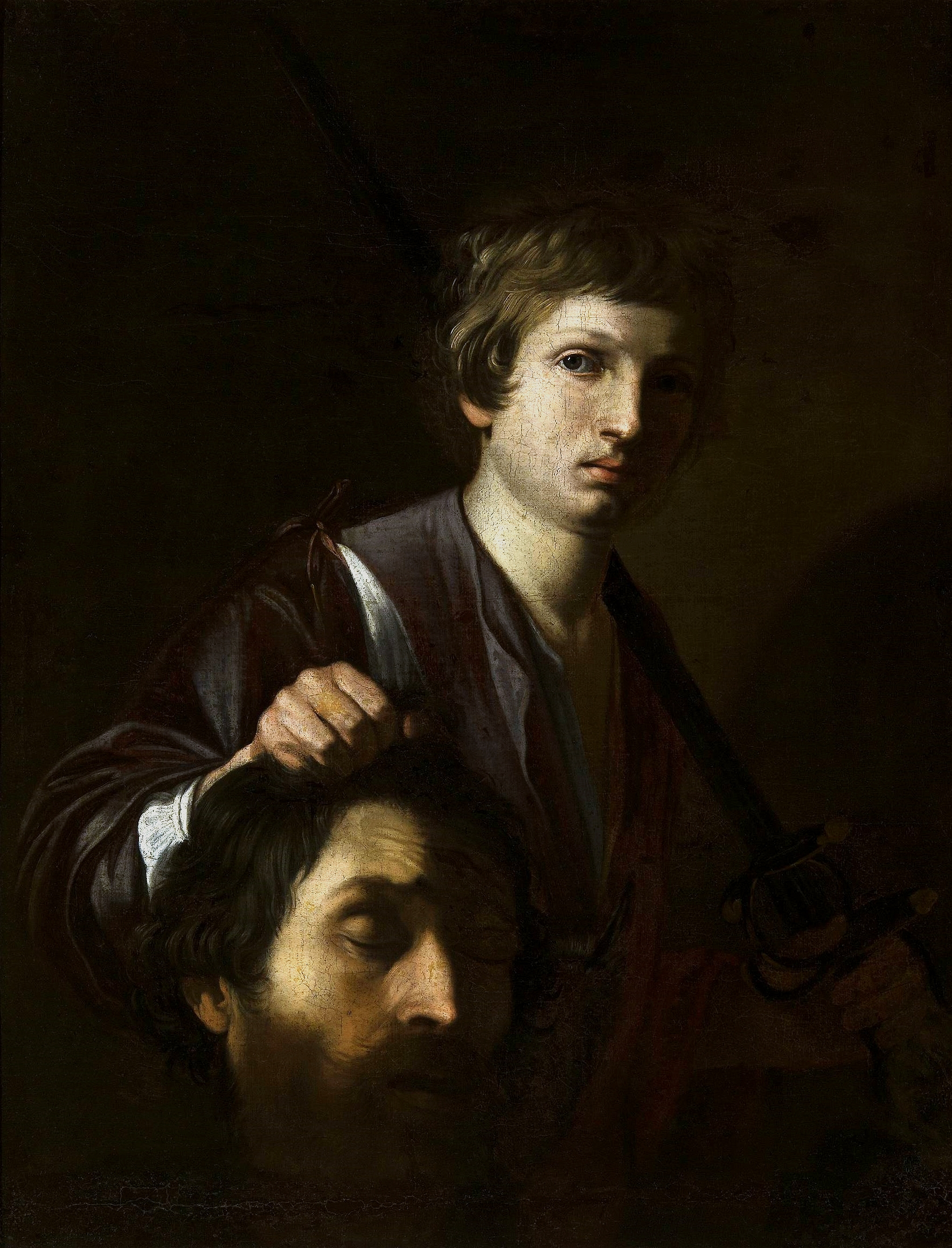
David avec la tête de Goliath (Varsovie).